# Gennaro Antonio de Simone
Gennaro Antonio de Simone (Ginestra, 17 settembre 1714 – Roma, 16 dicembre 1780) è stato un cardinale e vescovo cattolico italiano.

## Biografia
La sua famiglia darà alla Chiesa cattolica altri due cardinali, Camillo e Domenico de Simone, di cui fu rispettivamente zio e prozio.
Sconosciuta è la data della sua ordinazione a presbitero.
Papa Clemente XIV lo elevò al rango di cardinale nel concistoro del 15 marzo 1773.
Partecipò al conclave del 1774-1775 che elesse Pio VI.

## Genealogia episcopale
La genealogia episcopale è:
- Cardinale Scipione Rebiba
- Cardinale Giulio Antonio Santori
- Cardinale Girolamo Bernerio, O.P.
- Arcivescovo Galeazzo Sanvitale
- Cardinale Ludovico Ludovisi
- Cardinale Luigi Caetani
- Cardinale Ulderico Carpegna
- Cardinale Paluzzo Paluzzi Altieri degli Albertoni
- Papa Benedetto XIII
- Papa Benedetto XIV
- Papa Clemente XIII
- Cardinale Enrico Benedetto Stuart
- Cardinale Gennaro Antonio de Simone